# Jarosław Weber
Jarosław Weber (ur. 16 grudnia 1981 w Bydgoszczy) – polski piosenkarz i gitarzysta.

## Życiorys

### Rodzina i edukacja
Talent muzyczny odziedziczył po ojcu, który był piosenkarzem i muzykiem. Kiedy był dzieckiem, zafascynował się grą na gitarze, której nauczył się w wieku 13 lat. W szkole podstawowej trenował piłkę nożną, ale musiał z niej zrezygnować na rzecz kontynuowania nauki muzyki.

### Kariera
Karierę muzyczną zaczął od udziału w konkursie Talent Show w Bydgoszczy. Wystąpił w jednym z odcinków programu Szansa na sukces. W 2001 zwyciężył w finale pierwszej edycji programu Droga do gwiazd w TVN, a w nagrodę podpisał kontrakt z Sony Music Entertainment Poland, pod której szyldem wydał 27 maja 2002 swój debiutancki album studyjny, zatytułowany po prostu Jarek Weber. W latach 2005–2009 był jednym z solistów teleturnieju Jaka to melodia? w TVP1 i śpiewał także w orkiestrze przygrywającej uczestnikom programu Taniec z gwiazdami w TVN. Nagrał utwór „O krok (tak blisko)” ze ścieżki dźwiękowej polskojęzycznej wersji filmu Disneya Zaczarowana (2007).
Po 2009 na kilka lat ograniczył działalność muzyczną i zajął się domem, a także podjął psychoterapię. W 2022 wystąpił w trasie koncertowej w hołdzie Krzysztofowi Krawczykowi oraz nagrał partie wokalne do dwóch premierowych piosenek artysty – „Pokochać świat” i „Cierpliwie żyj, aby żyć”, które zostały umieszczone na albumie kompilacyjnym pt. Po prostu Krawczyk. Antologia przebojów.

### Życie prywatne
Ma żonę Agatę i trzech synów: Jana, Adama i Aleksandra.

## Dyskografia

### Albumy
| Rok  | Tytuł       | Pozycja na OLiS | Certyfikacja ZPAV | Sprzedaż |
| ---- | ----------- | --------------- | ----------------- | -------- |
| 2002 | Jarek Weber | 20              | złoty             | 18,000   |

### Single
| Data | Tytuł                                        | Polska Lista Przebojów | Album       |
| ---- | -------------------------------------------- | ---------------------- | ----------- |
| 2002 | "Mamy czas"                                  | 24                     | Jarek Weber |
| 2008 | "Życzę Ci" (& Beata Bednarz & Patrycja Gola) | 23                     | Kolędy      |

### Soundtracki
- 2002: Sfora
- 2003: Zróbmy sobie wnuka
- 2008: Zaczarowana

## Filmografia
- 2008 "Zaczarowana" – jako piosenkarz na balu (dubbing)